# Gemellae
Gemellae était un fort romain et un camp associé en bordure du désert du Sahara dans ce qui fait aujourd'hui partie de l'Algérie. C'est maintenant un site archéologique, à 25 km au sud et 19 km à l'ouest de Biskra, et à 5 km au sud-ouest du village actuel de M'Lili avec lequel il partage probablement un nom berbère d'origine. Il était relié par la voie militaire romaine à Castellum Dimmidi et Capsa.

## Histoire
Apparemment, il y avait une fortification à Gemellae avant l'arrivée des Romains. Pline l'Ancien raconte que lorsque Lucius Cornelius Balbus a célébré sa victoire sur les Garamantes du Sahara en 19 av. J.-C., l'une des conquêtes célébrées dans le défilé à travers Rome était celle de Milgis Gemmella, décrite comme un oppidum (signifiant généralement une colonie fortifiée).
Les Romains semblent alors avoir occupé le site et en ont fait l'un des avant-postes les plus méridionaux, marquant le limes ou frontière de l'Empire romain.
La première épigraphe retrouvée sur le site est une inscription pour une statue de l'empereur Hadrien, vers l'an 126 ap. J.-C., par une cohors equitata (régiment équestre) originaire de Chalcis en Syrie. La présence de cette unité de l'armée en Afrique est attestée par des inscriptions ailleurs datant d'aussi tôt que 78 av. J.-C. et aussi tard que 164 ap. J.-C.
Une seconde très grande dédicace à Hadrien, qui faisait face à la cour centrale, date de 132 ap. J.-C. Le nom de la légion à laquelle appartenait le régiment a été martelé, vraisemblablement en raison du retrait de leur légion pour des raisons disciplinaires, puis réinscrit, vraisemblablement à la suite du retour du régiment en 253 av. J.-C..
Des statues d'Antonin le Pieux, de Pertinax et de Gordien III étaient également présentes dans le sacellum, ces deux derniers portant des inscriptions indiquant la présence de l'Ala I Pannoniorum (en) (une unité de cavalerie élevée par l'empereur Gordien III). Les autels aux Dii Campestres (dieux de l'armée) étaient dédiés par Marcus Celerius Augendus, préfet des Pannoniens, et par Titus Aurelius Aurelianus, préfet d'une autre unité de cavalerie de Thrace. Il est probable que les Pannoniens aient été des remplaçants du régiment de la Legio III Augusta jusqu'à sa réintégration en 253 ap. J.-C..
L'hypothèse est que l'inscription de 126 ap. J.-C., pour une statue de petite taille, représente l'établissement d'un camp « provisoire », et que l'inscription de 132 ap. J.-C. marque l'achèvement du plus grand fort.

Limes africain à la fin du IIe siècle début du IIe siècle.

L'établissement du fort et de l'habitat environnant est probablement lié à la construction du Fossatum Africae. Gemellae est le plus grand de plusieurs forts de la région qui suivent la ligne du Fossatum. Au Ve siècle, il est encore fait mention d'un secteur du limes appelé Gemellensis juste avant l'invasion vandale. En dehors de cela, l'histoire de Gemellae après 253 ap. J.-C. reste incertaine.
Aucun artefact chrétien n'a été récupéré, il n'y a donc aucune preuve archéologique actuelle d'une présence byzantine. Cependant, Justinien est connu pour avoir ordonné à Bélisaire en 534 ap. J.-C. de restaurer les fortifications du limes telles qu'elles étaient avant l'invasion vandale. L'historien du VIe siècle Procope de Césarée mentionne un Meleon comme l'un de ces forts reconstruits à la suite, qui peuvent avoir été Gemellae. L'historien arabe du IXe siècle Khalifah ibn Khayyat (en) raconte que lorsque Abu al-Muhajir Dinar était émir d'Ifriqiya (vers 675-682), il conquit Mila, qui était peut-être Gemellae.
Gemellae a maintenant été récupéré par le désert, et les excavateurs se sont plaints du sable qui souffle continuellement. Les vestiges du fort sont connus localement sous le nom d'al-Qasba (casbah, exactement un fort).

## Archéologie
Le grand fort (prétoire ou quartier général) de Gemellae est rectangulaire avec des côtés orientés vers les directions cardinales, construit d'une manière commune à la plupart des castra romains. Il mesure 150 m du nord au sud et 190 m d'est en ouest. Pour la plupart, le mur de maçonnerie avait une épaisseur d'environ 3 m, en utilisant de la pierre provenant d'une carrière distante de 14 km. Cependant, les angles du fort sont arrondis et renforcés sur une épaisseur de 4,85 m. Juste à l'extérieur du mur de maçonnerie se trouvait un mur de terre (vallum (en)).
Il y avait une porte de chaque côté et un certain nombre de tours. Les tours étaient situées à chaque angle et à chaque porte, les côtés courts du fort en avaient également deux supplémentaires et les côtés longs trois supplémentaires, soit une tour tous les 30 m, contre une tour tous les 60 m au siège de la Légion à Lambaesis. Les tours n'avaient pas de bastions extérieurs, à l'intérieur elles réduisaient l'épaisseur des murs d'environ 1,5 m.
La cour intérieure était entièrement pavée et les murs et colonnes peints. La couche de peinture la plus ancienne était d'un violet rougeâtre, plus tard recouverte d'une base crème sur laquelle étaient peints divers motifs. Les colonnes, par exemple, étaient peintes de vignes en fruits.
À l'extérieur du fort, la ville était entourée d'un vallum à une distance de 700 à 800 m du centre du prétoire. Juste à l'extérieur du fort se trouvait un petit amphithéâtre presque circulaire avec trois étages de sièges et un diamètre interne de 12,5 m. À 75 m au nord-est du fort, la ruine d'un temple aux Dii Campestres ou dieux de l'armée a été trouvée. Des morceaux de fresques peintes, dont une tête de divinité demi-taille, ont été récupérés, ainsi que des offrandes telles que des coquillages et des cornes de gazelle.
À une distance de 700 m (donc à l'extérieur du vallum de la ville) se trouvait un autre temple, en briques crues sur une base en maçonnerie. Un ciboire contenait un petit lion en pierre sculpté assis devant une statuette de 30 cm de déesse en terre cuite richement peinte. La déesse tenait une corne d'abondance et était soit une personnification de l'Afrique, soit la déesse Cybèle. Dans la cour intérieure se trouvaient deux stèles représentant le sacrifice d'un bélier à Saturne). De nombreux vases et amphores ont été trouvés dans le temple, contenant des cendres et des fragments d'os d'animaux brûlés. Dans la zone autour du temple ont également été trouvés grossièrement façonnés des figures humaines sujettes à peu près grandeur nature qui peuvent avoir été utilisées pour incinérer des sacrifices d'animaux.